# Tianyuan, Lianping
Tianyuan är en köping i sydöstra Kina. Den ligger i Lianping härad i staden Heyuan i provinsen Guangdong, omkring 170 kilometer nordost om provinshuvudstaden Guangzhou. Antalet invånare är 9 507. Befolkningen består av 4 810 kvinnor och 4 697 män. Barn under 15 år utgör 23,0 %, vuxna 15-64 år 64 %, och äldre över 65 år 11,0 %.